# Du chant à la une !
Du chant à la une ! es el primer álbum de estudio de Serge Gainsbourg, lanzado en 1958 en formato 10".

## Recepción
El disco fue premiado en 1959 por la Academia Charles-Cros para el mejor disco de chanson francesa.

## Lista de canciones
Todas las canciones escritas y compuestas por Serge Gainsbourg, excepto donde se indica.

| N.º   | Título                                       | Música           | Escritor(es)     | Duración |  |
| 1.    | «Le Poinçonneur des Lilas»                   |                  |                  | 2:44     |  |
| 2.    | «La Recette de l'amour fou»                  |                  |                  | 1:57     |  |
| 3.    | «Douze belles dans la peau»                  |                  |                  | 1:55     |  |
| 4.    | «Ce mortel ennui»                            |                  |                  | 2:55     |  |
| 5.    | «Ronsard 58»                                 | Serge Gainsbourg | Serge Barthélémy | 1:53     |  |
| 6.    | «La Femme des uns sous les corps des autres» |                  |                  | 3:01     |  |
| 7.    | «L'Alcool»                                   |                  |                  | 3:59     |  |
| 8.    | «Du jazz dans le ravin»                      |                  |                  | 2:11     |  |
| 9.    | «Charleston des déménageurs de piano»        |                  |                  | 2:25     |  |
| 22:47 |                                              |                  |                  |          |  |

### Canciones bonus en la reedición de 2006
| N.º | Título                                                                     | Música | Escritor(es) | Duración |  |
| 10. | «La Jambe de bois (Friedland)»                                             |        |              | 2:34     |  |
| 11. | «Douze belles dans la peau (en vivo a Les Trois Baudets)»                  |        |              | 2:17     |  |
| 12. | «La Recette de l'amour fou (en vivo a Les Trois Baudets)»                  |        |              | 1:33     |  |
| 13. | «La Femme des uns sous les corps des autres (en vivo a Les Trois Baudets)» |        |              | 2:07     |  |
| 14. | «Le Poinçonneur des Lilas (en vivo a Les Trois Baudets)»                   |        |              | 2:49     |  |

## Músicos y personal de producción
- Alain Goraguer: Arreglos, director de orquesta, piano
- Paul Rovère: Contrabajo
- Christian Garros: Tambores
- Michel Bigaud, W. Carone: Fotografía
- Denis Bourgeois: Productor
- Michel Hausser: Vibráfono

## Sencillos
- Septiembre de 1958: Le Poinçonneur des Lilas / Douze belles dans la peau / La Femme des uns sous les corps des autres / Du Jazz dans le ravin
- 1959: La Jambe de bois (Friedland) / Charleston des déménageurs de piano / La Recette de l'amour fou / Ronsard 58